# Leopold Gotthilf
Leopold Gotthilf (* 19. Juni 1918 in Wien; † 29. Dezember 1999) war ein Offizier der Nationalen Volksarmee der Deutschen Demokratischen Republik. Zuletzt hatte er den Dienstgrad eines Generalmajors inne. 

## Militärische Laufbahn
Als Sohn eines Arbeiters erlernte Gotthilf nach seinem Schulbesuch, den er mit der Mittleren Reife abschloss, von 1933 bis 1938 den Beruf eines Bürogehilfen. Von 1938 bis 1939 war er im Reichsarbeitsdienst eingesetzt sowie anschließend von 1940 bis Kriegsende in der Wehrmacht, zuletzt als Feldwebel. Bei Kriegsende geriet er in sowjetische Kriegsgefangenschaft, aus der er 1948 entlassen wurde. 
Er kehrte jedoch nicht mehr nach Österreich zurück, sondern ließ sich in der Sowjetischen Besatzungszone nieder. Hier wurde er 1948 Mitglied der SED und trat noch im selben Jahr, am 4. Oktober, in die Deutsche Volkspolizei ein. Hier agierte Gotthilf bis 1949 als Zug-Polit-Kultur-Offizier in der Volkspolizei-Bereitschaft Kirchmöser später Naumburg.
Von 1949 bis 1950 wurde er zu einem Sonderlehrgang in die Sowjetunion delegiert. Nach seiner Rückkehr wurde Gotthilf Kommandeur der Volkspolizeischule Erfurt I. Von 1953 bis 1957 war er Stellvertretender Kommandeur der Hochschule für Offiziere der Kasernierten Volkspolizei (KVP) bzw. der NVA. 1957 erfolgte eine weitere Delegierung in die Sowjetunion, wo Gotthilf bis 1959 eine Generalstabsakademie besuchte. Nach seiner Rückkehr wurde er als Oberst Kommandeur der 1. motorisierten Schützendivision. 1963 wurde er Kommandeur der Offiziershochschule der Landstreitkräfte „Ernst Thälmann“, wo Gotthilf am 7. Oktober 1968 zum Generalmajor ernannt wurde. Diese Position hatte er bis 1974 inne. Danach wurde er Chef der Verwaltung Schulen und Weiterbildung im Ministerium für Nationale Verteidigung. Am 31. Dezember 1980 wurde er in den Ruhestand verabschiedet. Gotthilf war Träger des Vaterländischen Verdienstordens in Bronze, Träger des Scharnhorst-Ordens und anderer Orden und Ehrenzeichen.